# Státní symboly Estonska

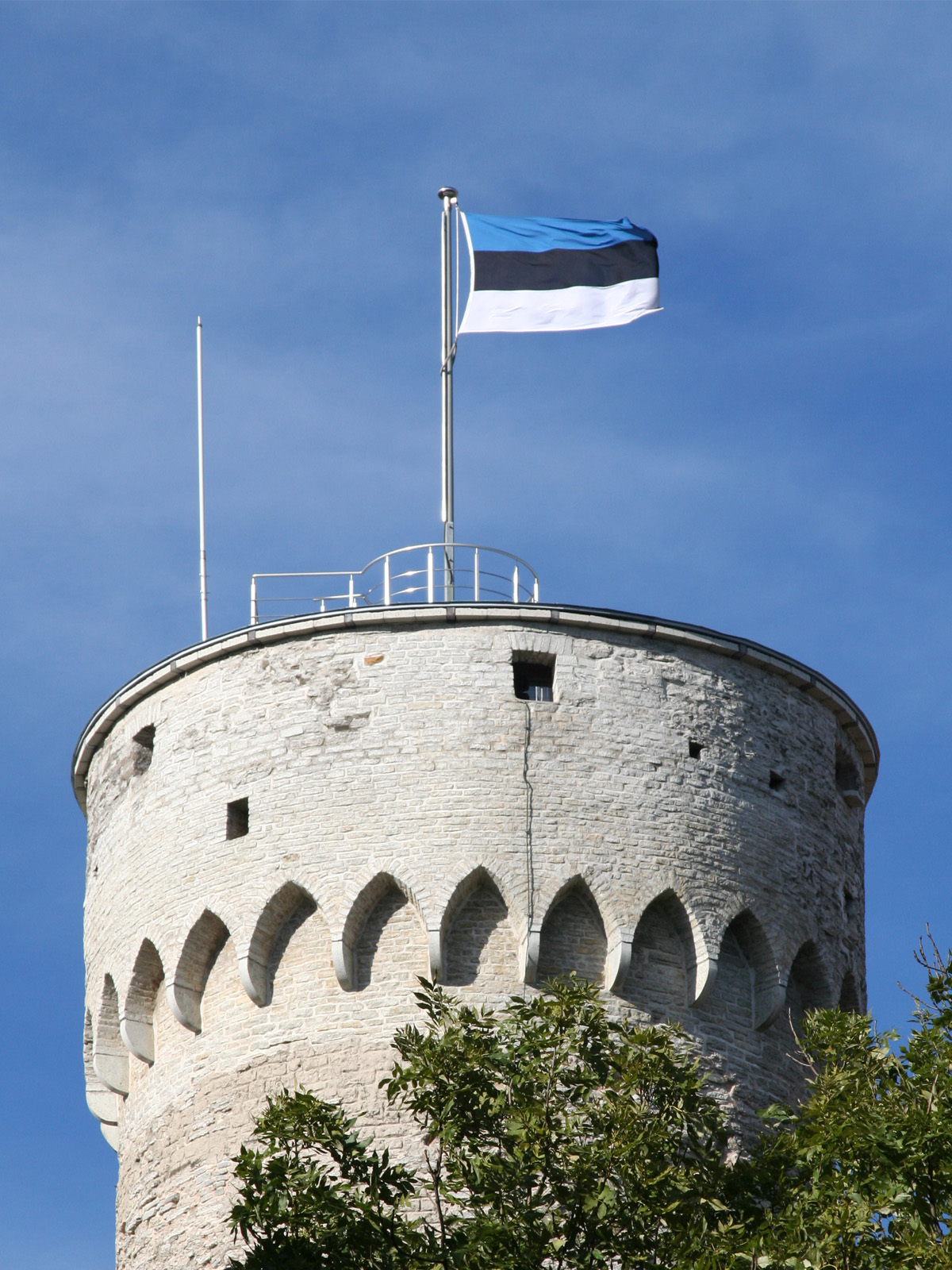
Estonská vlajka na vrcholu věže Tall Hermann, hrad Toompea, Tallinn

Státní symboly Estonska navazují na symboly používané v období nezávislosti státu v letech 1918–1940. Po vyhlášení nezávislosti Estonska na Sovětském svazu byly současné státní symboly přijaty roku 1991.

## Státní symboly
Státní symboly Estonska:
- Estonská vlajka
- Státní znak Estonska (malý a velký)
- Estonská hymna – Mu isamaa, mu õnn ja rõõm
- Vlajka estonského prezidenta

Velký státní znak
Malý státní znak
Státní vlajka
Vlajka estonského prezidenta

## Další symboly
Další oficiálně vyhlášené symboly:
- Chrpa polní (Centaurea cyanus)
- Dub (Quercus)
- Vlaštovka obecná (Hirundo rustica)
- Sleď obecný (Clupea harengus)
- Šedý vápenec

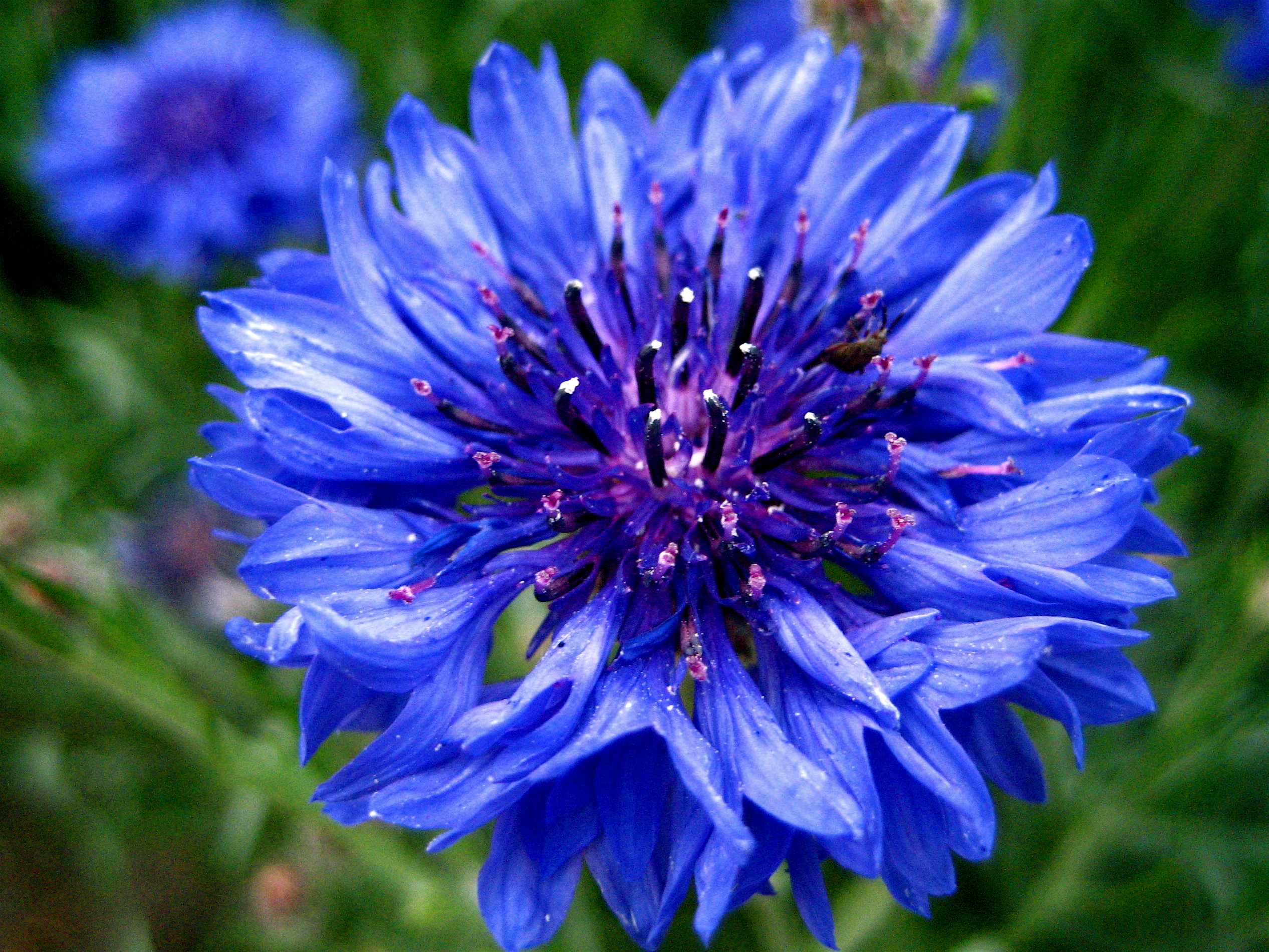
Chrpa polní
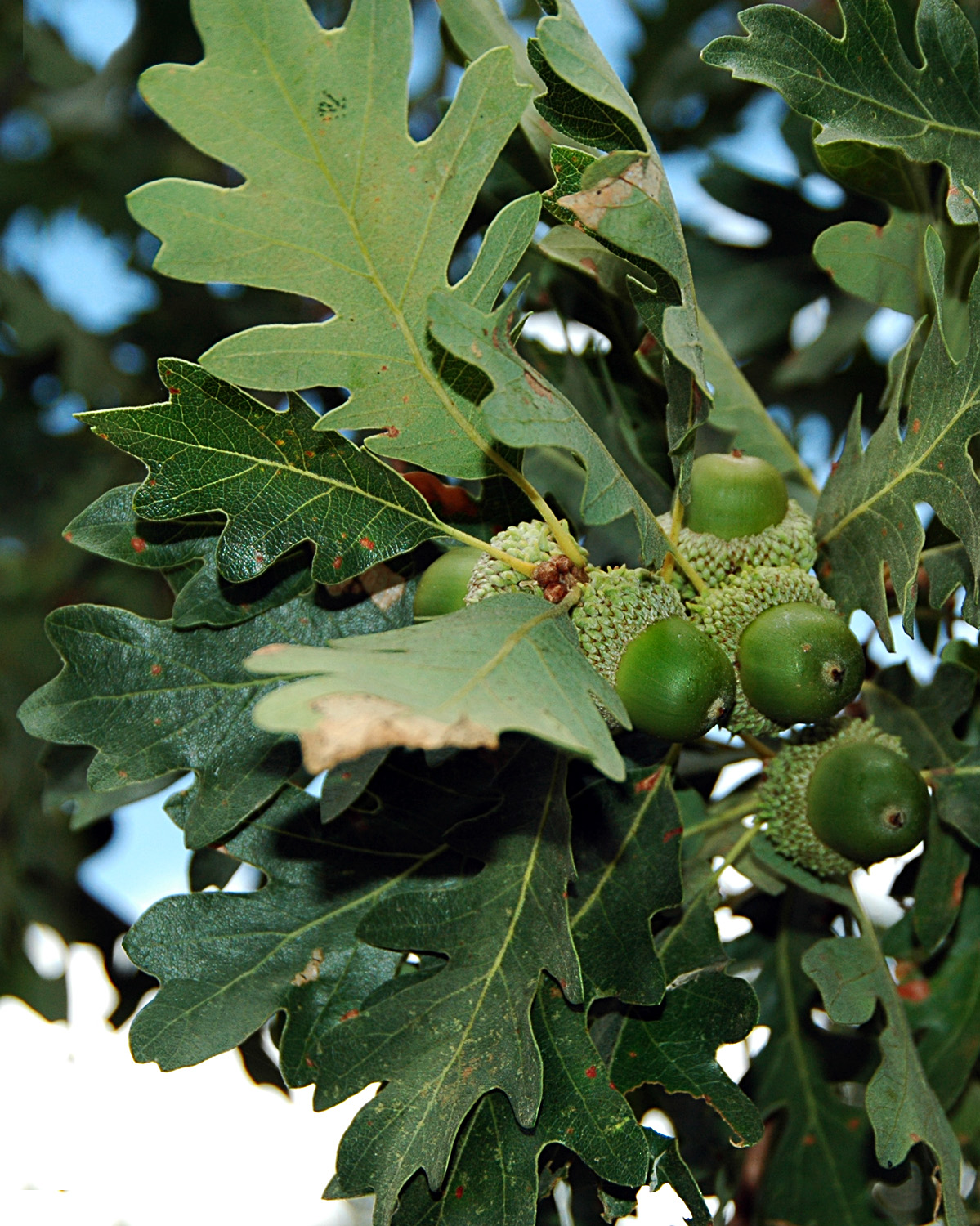
Dub
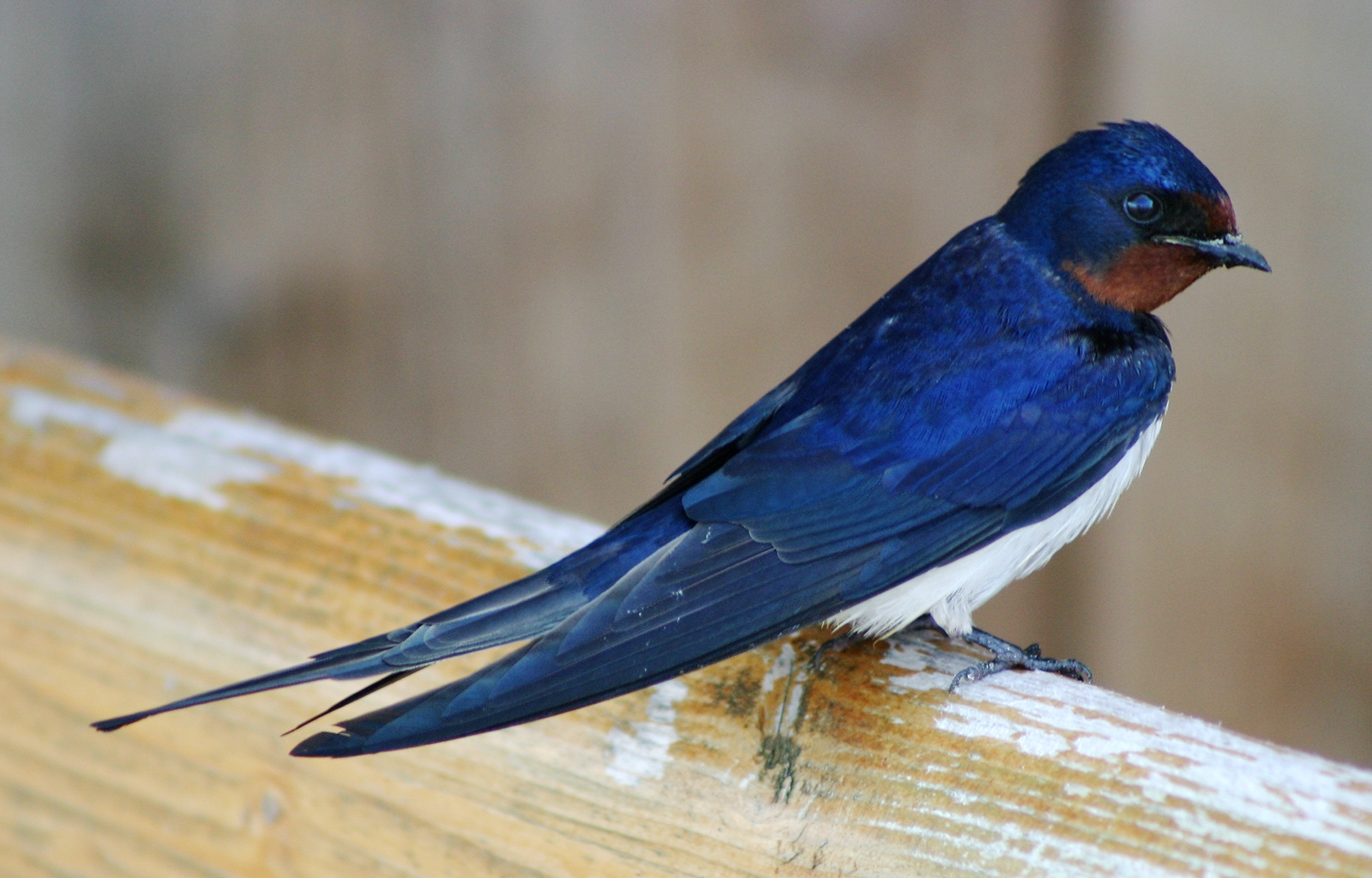
Vlaštovka obecná
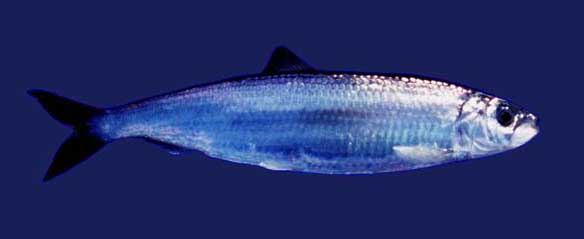
Sleď obecný

## Symboly Estonské SSR (1940–1991)

Znak Estonské SSR (1940–1990)
Vlajka Estonské SSR (1953–1990) Poměr stran: 1:2